# گروه ابسا
گروه ابسا (انگلیسی: Absa Group) شرکت خدمات مالی و بانکداری در آفریقای جنوبی است، که در سال ۱۹۹۱ تأسیس شد. این شرکت در ۱۰ کشور در جنوب صحرای آفریقا و غرب آفریقا شعبه دارد.